# Stratioci
Stratioci (gr. strateia, στρατεία) – warstwa społeczna, która ukształtowała się we wczesnym średniowieczu w Cesarstwie Bizantyńskim. Stratiotami byli chłopi-żołnierze stanowiący trzon bizantyńskiej armii od czasów gdy rządził cesarz Herakliusz, czyli od początku VII wieku.

## Tło polityczne
Do końca VI wieku armia bizantyńska opierała się w głównie na wojskach najemnych, które to rekrutowane były w przeważającej mierze z szeregów ludności barbarzyńskiej. Na początku istnienia Bizancjum najemnikami byli zazwyczaj Germanie. Była to armia kosztowna w utrzymaniu dla państwa bizantyńskiego i niepewna politycznie. Na przełomie VI i VII cesarstwo targane było ciągłymi i wyniszczającymi wojnami z Awarami i Słowianami na Bałkanach, a z Imperium Sasanidów na wschodnich rubieżach. Wówczas zaszła potrzeba dokonania reformy w dziedzinie wojskowości. Jej podstawą był tem (gr. θέμα), który stanowił nową jednostkę administracyjną. Na czele temu stał strateg dowodzący wojskiem. Pierwsze takie okręgi wojskowe powstały w Azji Mniejszej na terenach nieobjętych panowaniem Persów w czasie wojny z lat 602-628. Z kolei Bałkany od końca VI wieku stają się opanowane przez Słowian. Dlatego też początkowo temy organizowane były jedynie w azjatyckiej części cesarstwa, z czasem jednak jak Bizancjum zaczęło odzyskiwać terytoria po wojnach z Persami, Słowianami, czy Awarami, ten system administracyjny poszerzał się o nowe ziemie także w części europejskiej.

## Charakterystyka
Żołnierzami temów byli stratioci, którzy dostawali od cesarza określone działki ziemi zwane później stratiotika ktemata. W zamian za ziemię stratioci zobowiązani byli do służby wojskowej i z nich składała się nowa armia, czyli korpusy temów. Przydzielona im ziemia przekazywana była później dziedzicznie z ojca na syna. Na wojnie stratiota powinien pojawić się konno w pełnym rynsztunku. System ten utrwalał w Bizancjum drobną własność ziemską w miejsce ogromnych latyfundiów, które doszczętnie upadły zwłaszcza po podboju wschodniej części cesarstwa przez Arabów. Oprócz stratiotów osobno funkcjonowali wolni chłopi, niezobowiązani już do służby w wojsku. Stratioci oprócz ziemi dostawali za swą służbę również żołd, choć w niewielkiej ilości. Ich obowiązkiem było płacenie podatków, podobnie jak i w przypadku wolnych chłopów. Te właśnie rodzaje chłopstwa stanowiły jedną warstwę społeczną, będącą później podstawą struktury państwa bizantyńskiego. Problemem, z jakim borykał się Herakliusz, było słabe zaludnienie ziem zniszczonych wojnami. Działki w pierwszej kolejności przyznawano żołnierzom, którzy wycofali się wskutek najazdów w głąb państwa, a niegdyś stacjonowali przy jego granicach. Następnie ziemie przydzielano członkom elitarnych oddziałów rekrutowanych głównie spośród wojowniczych plemion Kaukazu i Azji Mniejszej. Ponadto do systemu stratei włączano w pewnym stopniu ludność wiejską. W czasach następnych cesarzy dojdzie do masowego przesiedlania ludności słowiańskiej w liczbie nawet wielu dziesiątek tysięcy. Słowianie pojawili się na Bałkanach w granicach cesarstwa w VI wieku i stanowili duży problem, dlatego takie rozwiązanie było ogromną korzyścią i wzmocniło liczebnie szeregi stratiockie. Wielkim orędownikiem przesiedlania Słowian był zwłaszcza cesarz Justynian II Rhinotmetos rządzący na przełomie VII i VIII wieku. Z samym przydziałem ziem nie było dużych problemów, ponieważ po okresie wojen były one zniszczone, opustoszałe i leżały odłogiem. Dlatego nie brakowało ziemi dla nikogo. Przesiedleńcy byli tam osadzani pod przymusem.

## Ocena
System wprowadzony przez Herakliusza, a udoskonalony i poszerzony przez jego następców był o wiele tańszy w utrzymaniu i niewątpliwie polepszył znacząco sytuację wewnętrzną Bizancjum; państwa które w VII wieku walczyło już nawet nie tylko o pozostanie wielką potęgą, ale w ogóle o przetrwanie pod naporem ataków z wielu stron. Organizacja temów i stratei w dużej mierze ocaliła cesarstwo i choć wydaje się czymś zupełnie nowym w porównaniu do systemu poprzedników Herakliusza, to bardzo przypomina rzymskie limes, gdzie na granicach cesarstwa nadawano chłopom ziemię w zamian za obronę tychże granic. Ci starożytni chłopi-żołnierze zwani byli limitanei. Różnica między nimi a stratiotami polegała na tym, że ci ostatni rozsiani byli z czasem po całym cesarstwie (ponieważ całe Bizancjum podzielone było na temy), a nie tylko na jego granicach. Pomniejszenie państwa bizantyńskiego po podbojach arabskich określiło stosunki, jakie panowały na wsiach. Dokument pochodzący z VII wieku znany jako Kodeks agrarny (gr. Nomos georgikos) przytacza, że chłopi we wczesnośredniowiecznym Cesarstwie Bizantyńskim cieszyli się całkowitą swoboda osobistą i mogli rozporządzać swoją ziemią i mieniem wedle uznania, a oprócz zwierząt hodowlanych mogli posiadać na przykład niewolników. Stanowi to przeciwieństwo w stosunku do feudalizmu, jaki rozwijał się w średniowiecznej Europie Zachodniej, gdzie wykształciło się rycerstwo jako warstwa posiadająca ziemie. Przykładowo w przeciwieństwie do stratioty rycerz nie pracował w polu.